# Campeonato Mundial de Piragüismo en Eslalon de 1979
El XVI Campeonato Mundial de Piragüismo en Eslalon se celebró en Jonquière (Canadá) entre el 30 de junio y el 8 de julio de 1979 bajo la organización de la Federación Internacional de Piragüismo (ICF) y la Federación Canadiense de Piragüismo.
Las competiciones se realizaron en el canal de piragüismo en eslalon acondicionado en el río Aux Sables, al sur de la localidad canadiense.

## Medallistas

### Masculino
| Evento         | Oro | Plata                                                                                                  | Bronce |
| -------------- | --- | --- | --- |
| K1 individual  | Peter Fauster · Austria · 209,08 pts.                                                                             | Eduard Wolffhardt · Austria · 211,09 pts.                                                              | Richard Fox Reino Unido 211,47 pts.                                                                       |
| C1 individual  | Jon Lugbill Estados Unidos 238,49                                                                                 | David Hearn Estados Unidos 242,85                                                                      | Bob Robison Estados Unidos 255,62                                                                         |
| C2 individual  | Dieter Welsink Peter Czupryna RFA 260,67                                                                          | Pierre Calori Jacques Calori Francia 275,43                                                            | Wojciech Kudlik · Jerzy Jeż · Polonia · 277,11                                                            |
| K1 por equipos | Richard Fox Albert Kerr Allan Edge Reino Unido 235,36                                                             | Norbert Sattler · Peter Fauster · Eduard Wolffhardt · Austria · 243,28                                 | Milo Duffek · René Zimmermann · Martin Brandenburger · Suiza · 245,48                                     |
| C1 por equipos | Jon Lugbill David Hearn Bob Robison Estados Unidos 279,55                                                         | Jürgen Schnitzerling Walter Horn Udo Werner RFA 353,17                                                 | Milan Gába Karel Třešňák Karel Ťoupalík Checoslovaquia 414,88                                             |
| C2 por equipos | Polonia · Wojciech Kudlik / Jerzy Jeż · Jan Frączek / Ryszard Seruga · Zbigniew Czaja / Jacek Kasprzycki · 334,65 | Francia Pierre Calori / Jacques Calori Richard Hernanz / Mare Labedens Jean Lamy / Robert Platt 373,35 | Suiza · Christoph Studer / Ernst Rudin · Martin Wyss / Roland Wyss · Hardy Künzli / Peter Probst · 477,81 |

### Femenino
| Evento         | Oro                                                             | Plata                                                 | Bronce                                                       |
| -------------- | --------------------------------------------------------------- | ----------------------------------------------------- | ------------------------------------------------------------ |
| K1 individual  | Catherine Hearn Estados Unidos 253,30 pts.                      | Elizabeth Sharman Reino Unido 253,86 pts.             | Linda Harrison Estados Unidos 257,74 pts.                    |
| K1 por equipos | Catherine Hearn Linda Harrison Becky Judd Estados Unidos 384,07 | Ulrike Deppe Elke Dietze Gabriele Köllmann RFA 385,81 | Kathrin Weiss · Sabine Weiss · Alena Kucera · Suiza · 409,91 |

## Medallero
| Núm. | País           | Oro | Plata | Bronce | Total |
| ---- | -------------- | --- | ----- | ------ | ----- |
| 1    | Estados Unidos | 4   | 1     | 2      | 7     |
| 2    | Austria        | 1   | 2     | 0      | 3     |
| 2    | RFA            | 1   | 2     | 0      | 3     |
| 4    | Reino Unido    | 1   | 1     | 1      | 3     |
| 5    | Polonia        | 1   | 0     | 1      | 2     |
| 6    | Francia        | 0   | 2     | 0      | 2     |
| 7    | Suiza          | 0   | 0     | 3      | 3     |
| 8    | Checoslovaquia | 0   | 0     | 1      | 1     |
|      | TOTAL          | 8   | 8     | 8      | 24    |